# Alton Towers
Alton Towers è un parco divertimenti britannico, situato a nord del villaggio di Alton nello Staffordshire, tra Birmingham e Manchester. Con oltre due milioni di visitatori nel 2022, è il parco più visitato del Regno Unito e uno dei 15 parchi divertimento più visitati in Europa. 
Il complesso, originato dal giardino di un castello di origini gotiche con lo stesso nome, comprende anche un parco acquatico indoor, una spa, un minigolf e 5 alberghi a tema. La stagione di apertura del parco dura da marzo a novembre, mentre diverse strutture del resort operano tutto l'anno.

## Storia e sviluppo
Alton Towers venne inizialmente aperto al pubblico in concomitanza con l'apertura della vicina stazione ferroviaria. Il denaro raccolto dalle escursioni ferroviarie contribuì alla manutenzione dei giardini della tenuta.
Nel 1924, un gruppo di agenti immobiliari locali formò la società Alton Towers Ltd per assumere la proprietà della tenuta e iniziò a recuperare i giardini come attrazione turistica. Negli anni '50, dopo la requisizione da parte dell'Ufficio della guerra per l'addestramento di truppe durante la Seconda guerra mondiale, il parco ospitò una fiera e dagli anni '70 un lago navigabile e una seggiovia.
L'imprenditore immobiliare John Broome acquisì il parco nel 1973, dopo aver sposato la figlia dell'azionista di maggioranza Dennis Bagshaw e successivamente aver acquistato tutte le sue concessioni. Da quel momento iniziò a svilupparsi il parco a tema, con l'apertura di nuove aree e la realizzazione di attrazioni permanenti, tra cui Corkscrew (1980), le prime montagne russe con una doppia inversione aperte in Europa, il percorso su tronchi The Flume (1981), la prima dark ride del parco Around The World In 80 Days (1981), l'indoor coaster The Black Hole (1983) e Grand Canyon Rapids (1986).
Nel 1990 il parco fu venduto al gruppo Tussauds, allora una divisione di Pearson PLC, dopo che il progetto di John Broome per un parco a tema da realizzare nell'ex Battersea Power Station si fermò per difficoltà finanziarie. Il cambio di proprietà porta ad un'altra era di sviluppo, con l'apertura di nuove aree e attrazioni a tema come Runaway Mine Train (1992), The Haunted House (1992) e Toyland Tours (1994). Nel 1991 il parco ospita 2 milioni di visitatori, mentre nel 1994 vengono superati i 3 milioni di ingressi. Il team di sviluppo del parco operativo dal 1990 al 2002 includeva tra gli altri il designer di attrazioni John Wardley.
Gli anni '90 e 2000 segnarono inoltre l'inizio della realizzazione di montagne russe con primati europei o mondiali, che portarono il parco ad accrescere la propria fama in ambito internazionale: Nemesis (1994) fu il primo inverted coaster installato in Europa, Oblivion (1998) il primo dive coaster al mondo, presentando una discesa con un'inclinazione prossima ai 90 gradi, Air (2002, dal 2016 Galactica) il primo flying coaster in Europa e il primo al mondo della casa costruttrice Bolliger & Mabillard, Rita - Queen of Speed (2005) il primo accelerator coaster aperto in Europa, con una velocità di 100 km/h raggiunta in 2.5 secondi.
Nel tentativo di incoraggiare i propri ospiti a rimanere in loco per più di una giornata, nel 1996 viene realizzato il primo albergo del parco e nel 2003 un parco acquatico con ingresso separato dal parco principale.
Nel maggio 2007, The Blackstone Group ha acquistato The Tussauds Group per 1,9 miliardi di dollari e lo ha inglobato nella sua partecipata Merlin Entertainments (che oggi possiede anche il parco italiano di Gardaland).
A fine stagione 2008 Corkscrew viene rimosso e parte della struttura dei binari viene posta all'ingresso del parco come elemento scenografico e di valore storico.
Nel 2013 viene inaugurato The Smiler, il roller coaster con il maggior numero di inversioni al mondo (14).

## Aree tematiche
Alton Towers è diviso in 11 aree tematiche, i cui nomi, confini ed attrazioni variano quasi annualmente a causa dell'aggiunta di nuove attrazioni che spesso non presentano una tematizzazione legata all'area in cui sono situate. Molte delle aree, inoltre, presentano temi legati al paranormale, all'horror o alla fantascienza distopica. 

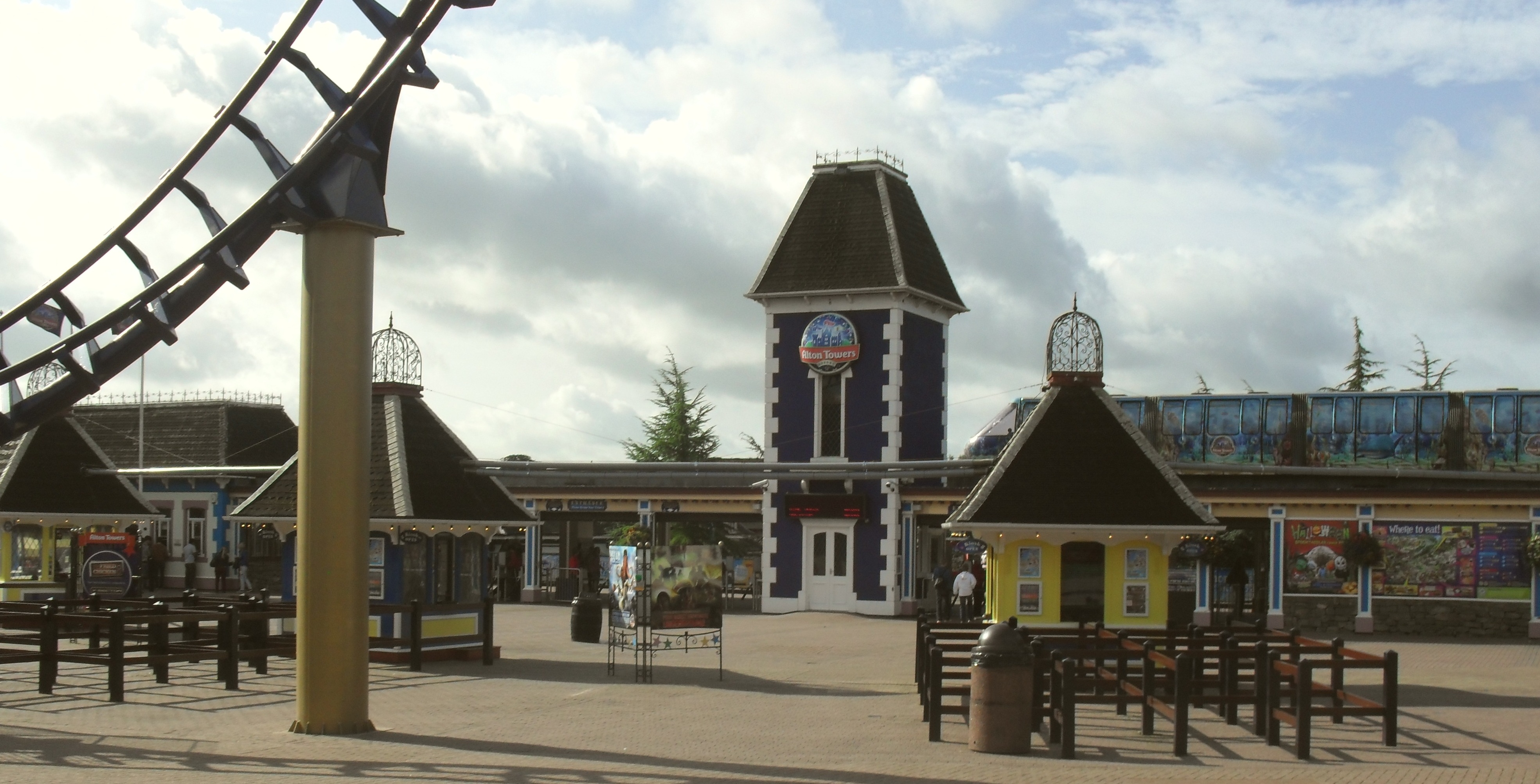
L'ingresso del parco.

- Towers Street: l'area di ingresso al parco, con negozi e punti ristoro all'interno di edifici in stile vittoriano, che conduce dal portale di ingresso al grande prato di fronte alle rovine del castello.
- The Towers: il castello da cui è nato l'intero parco ospita l'attrazione Hex e un percorso panoramico che attraversa le rovine originali. L'area comprende inoltre alcune attrazioni adiacenti la struttura.
- The Gardens: il giardino all'inglese aperto al pubblico nel 1860, situato in una valle naturale e con numerosi elementi scenografici, tra cui una pagoda cinese, un cottage svizzero e una torre panoramica in stile gotico.
- Mutiny Bay: area a tema piratesco, con attrazioni e ristoranti a tema; l'area è parzialmente occupata dai Beornen, una tribù fittizia a cui è legato il wooden coaster Wicker Man, ispirato ai riti sacrificali dei druidi.
- Katanga Canyon: un'isola circondata dal fiume di Congo River Rapids e dai binari di Runaway Mine Train rappresenta un villaggio minerario africano.

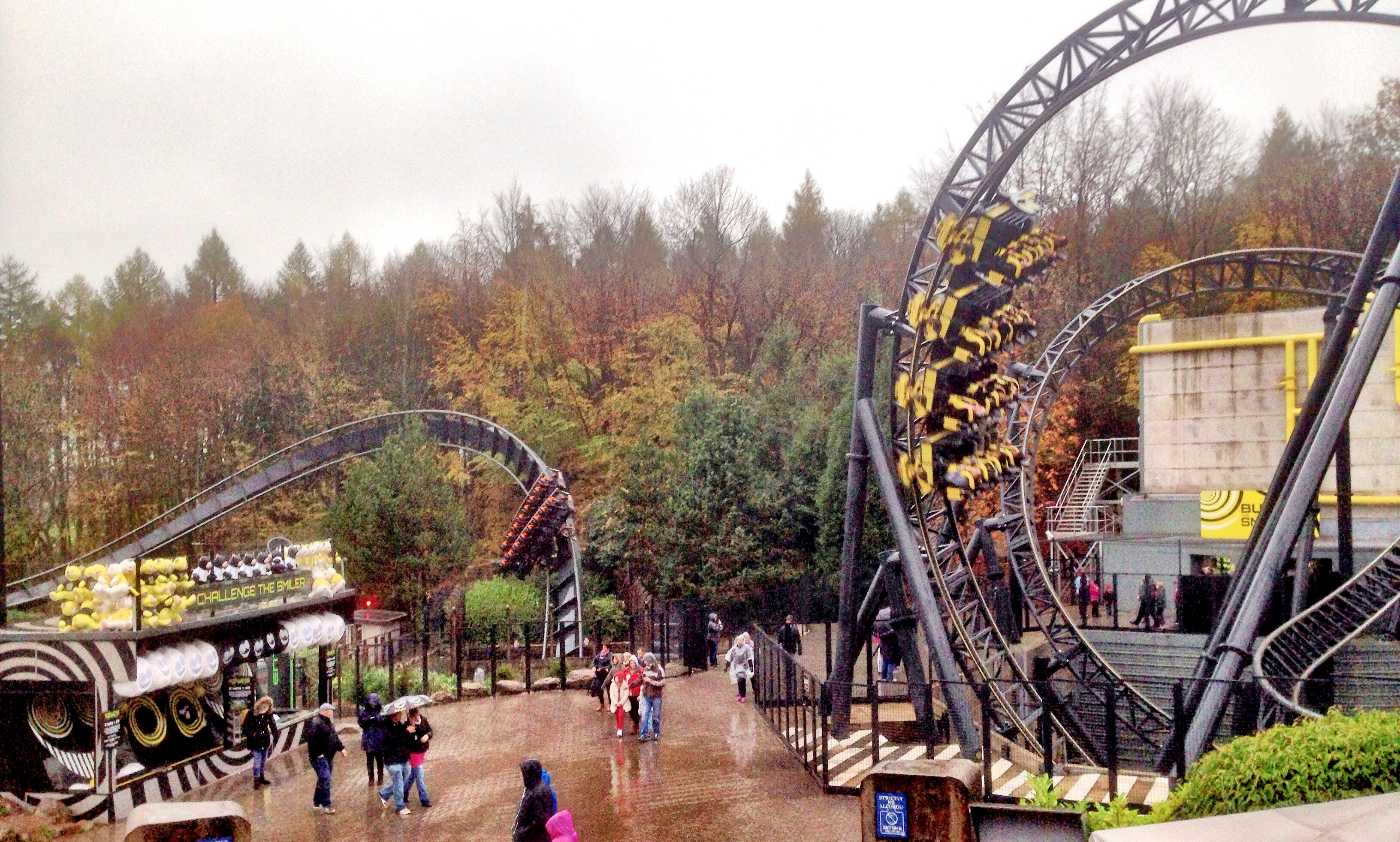
Oblivion (sinistra) e The Smiler (destra) nel X-Sector.

- Oblivion (sinistra) e The Smiler (destra) nel X-Sector.Gloomy Wood: sulla via tra Katanga Canyon e Forbidden Valley, si trova il giardino del maniero infestato degli Alton; comprende l'attrazione The Curse at Alton Manor e un percorso nel cimitero di Haunted Hollow.
- Forbidden Valley: area a tema post-apocalittico con formazioni rocciose e strutture in rovina; la prima parte dell'area è occupata dalla base militare Phalanx e dal coaster Nemesis che corre attorno all'omonima creatura aliena, mentre la seconda parte è caratterizzata da un'oasi futuristica e da architetture sinuose, che conducono al flying coaster Galactica.
- Dark Forest: area forestale a nord del parco, con ponteggi da cantiere e rami che occupano tutte le strutture, compresi le due montagne russe TH13TEEN (dalle quali è nata l'area) e Rita.
- The World of David Walliams: area per bambini ispirata ai libri del celebre autore britannico, con uno stile fumettistico che caratterizza gli edifici.
- X-Sector: zona con uno stile industriale e che ospita le strutture di test psico-fisici del Ministero della Gioia, ovvero il coaster The Smiler e il dive coaster Oblivion.
- CBeebies Land: la più grande area per bambini del parco, ispirata alle serie animate trasmesse sul canale per bambini della BBC. Tra i personaggi inclusi troviamo gli Octonauti, il postino Pat, Go Jetters, JoJo e Gran Gran e Peter Rabbit.

## Attrazioni
Il parco presenta 44 attrazioni, di cui 2 attualmente non disponibili (Hex e Skyride). In ambito europeo il parco è divenuto famoso per il numero e per la varietà dei roller coaster che presenta. L'intero complesso, sorgendo in una zona tutelata per i beni architettonici (castello e relativo parco) è sottoposto a forti vincoli paesaggistici; molte delle attrazioni installate non hanno potuto svilupparsi in altezza, in favore di scavi di svariati metri in profondità.

### Montagne russe
| Nome                              | Altezza max. (in m) | Velocità max. (in km/h) | Lunghezza (in m) | Modello                 | Casa costruttrice            | Anno | Area             |
| --------------------------------- | ------------------- | ----------------------- | ---------------- | ----------------------- | ---------------------------- | ---- | ---------------- |
| Runaway Mine Train                | 11                  | 36                      | 300              | Powered Coaster         | Mack Rides                   | 1992 | Katanga Canyon   |
| Nemesis                           | 13                  | 80                      | 716              | Inverted Coaster        | B&M                          | 1994 | Forbidden Valley |
| Oblivion                          | 20                  | 109                     | 372              | Dive Coaster            | B&M                          | 1998 | X-Sector         |
| Galactica                         | 20                  | 75                      | 840              | Flying Coaster          | B&M                          | 2002 | Forbidden Valley |
| Spinball Whizzer                  | 17                  | 63                      | 450              | Spinning Coaster        | Maurer Söhne                 | 2004 | The Towers       |
| Rita                              | 21                  | 98                      | 640              | Launched Coaster        | Intamin                      | 2005 | Dark Forest      |
| TH13TEEN                          | 20                  | 66                      | 756              | Multi Dimension Coaster | Intamin                      | 2010 | Dark Forest      |
| The Smiler                        | 22                  | 85                      | 1 170            | Infinity Coaster        | Gerstlauer                   | 2013 | X-Sector         |
| Octonauts Rollercoaster Adventure | 6,7                 | 30                      | 143              | Junior Coaster          | Zamperla                     | 2015 | CBeebies Land    |
| Wicker Man                        | 22                  | 70                      | 795              | Wooden Coaster          | Great Coasters International | 2018 | Mutiny Bay       |

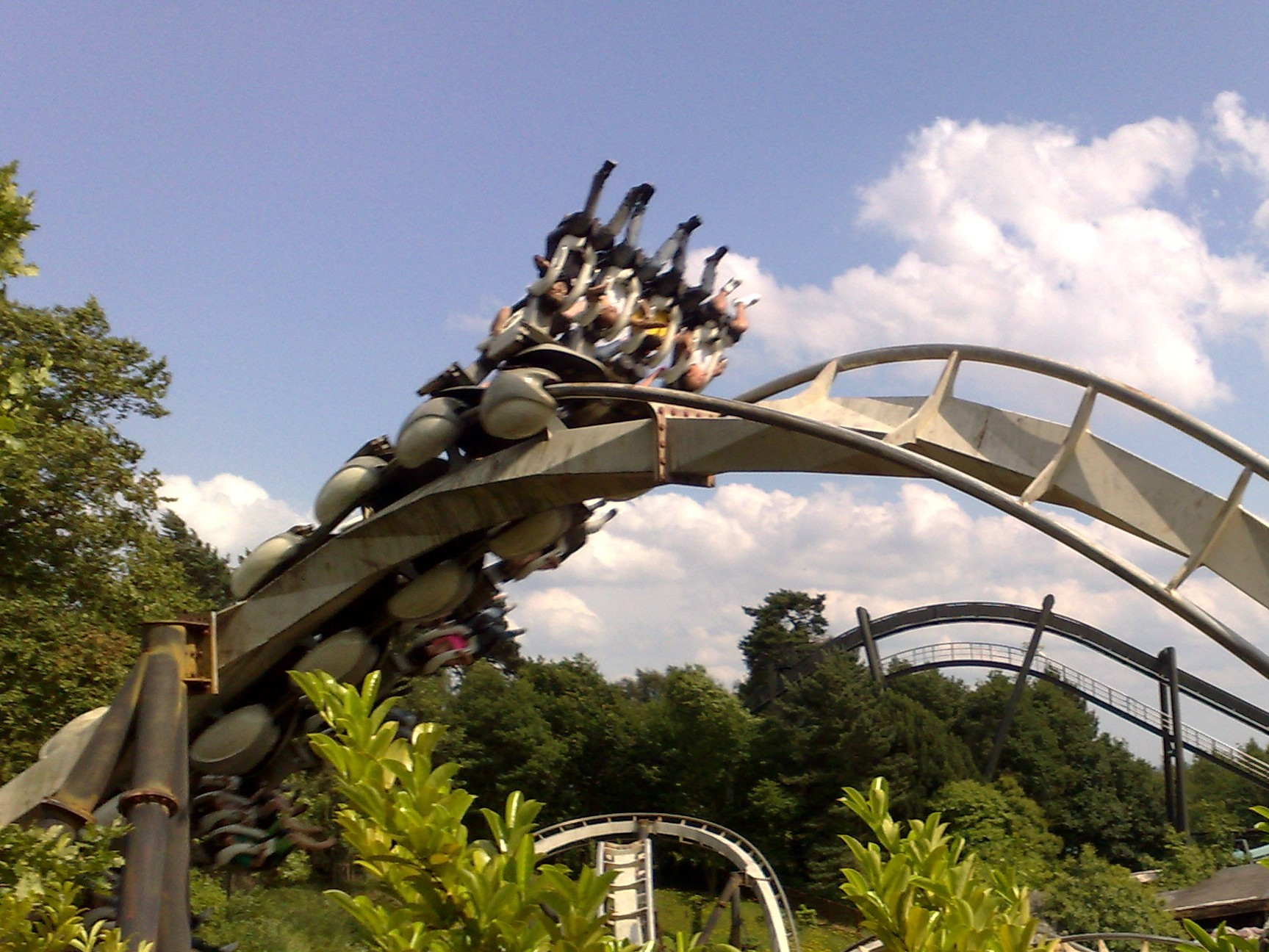
Nemesis (Forbidden Valley)
- Oblivion (X-Sector)
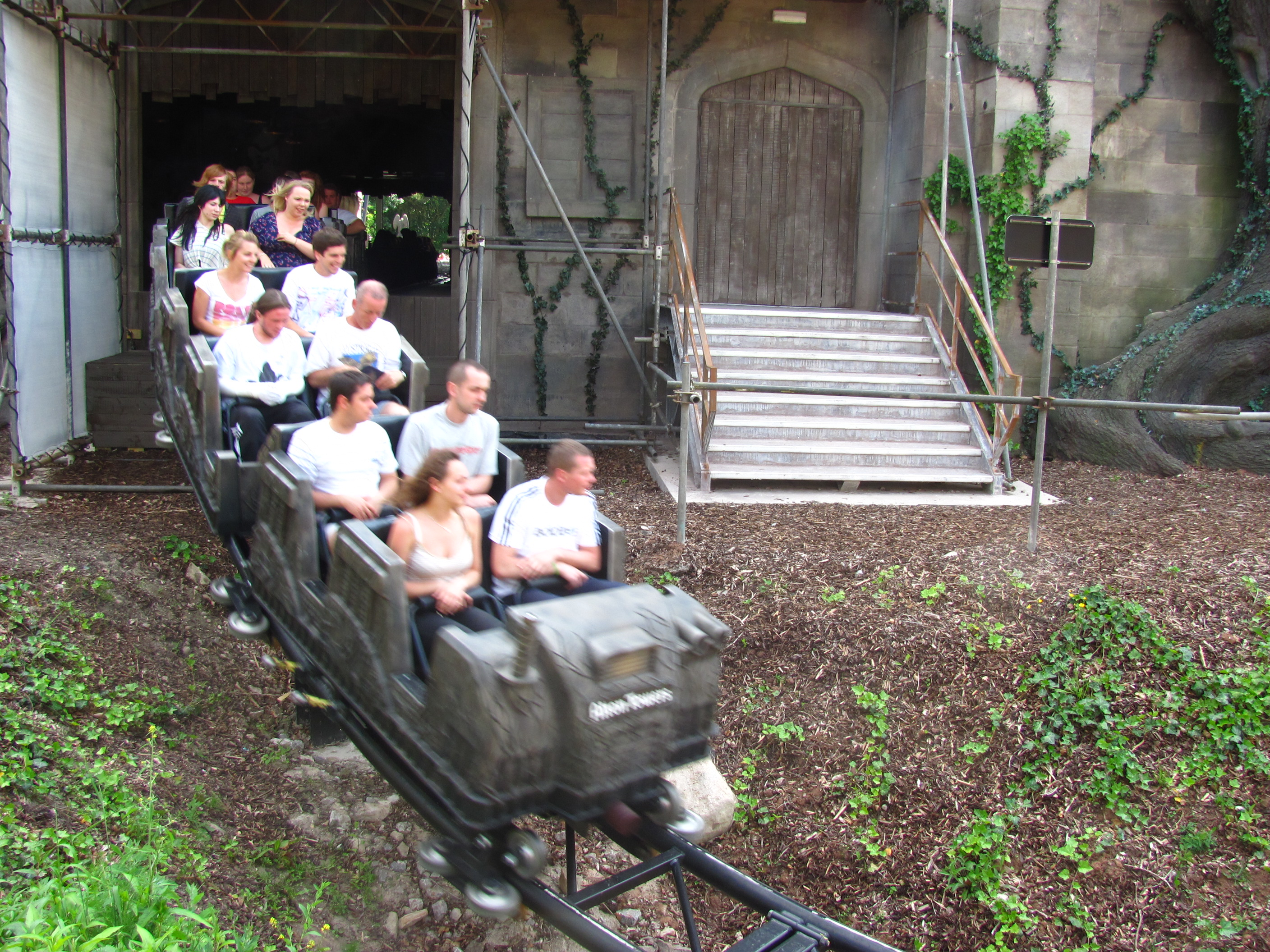
TH13TEEN (Dark Forest)
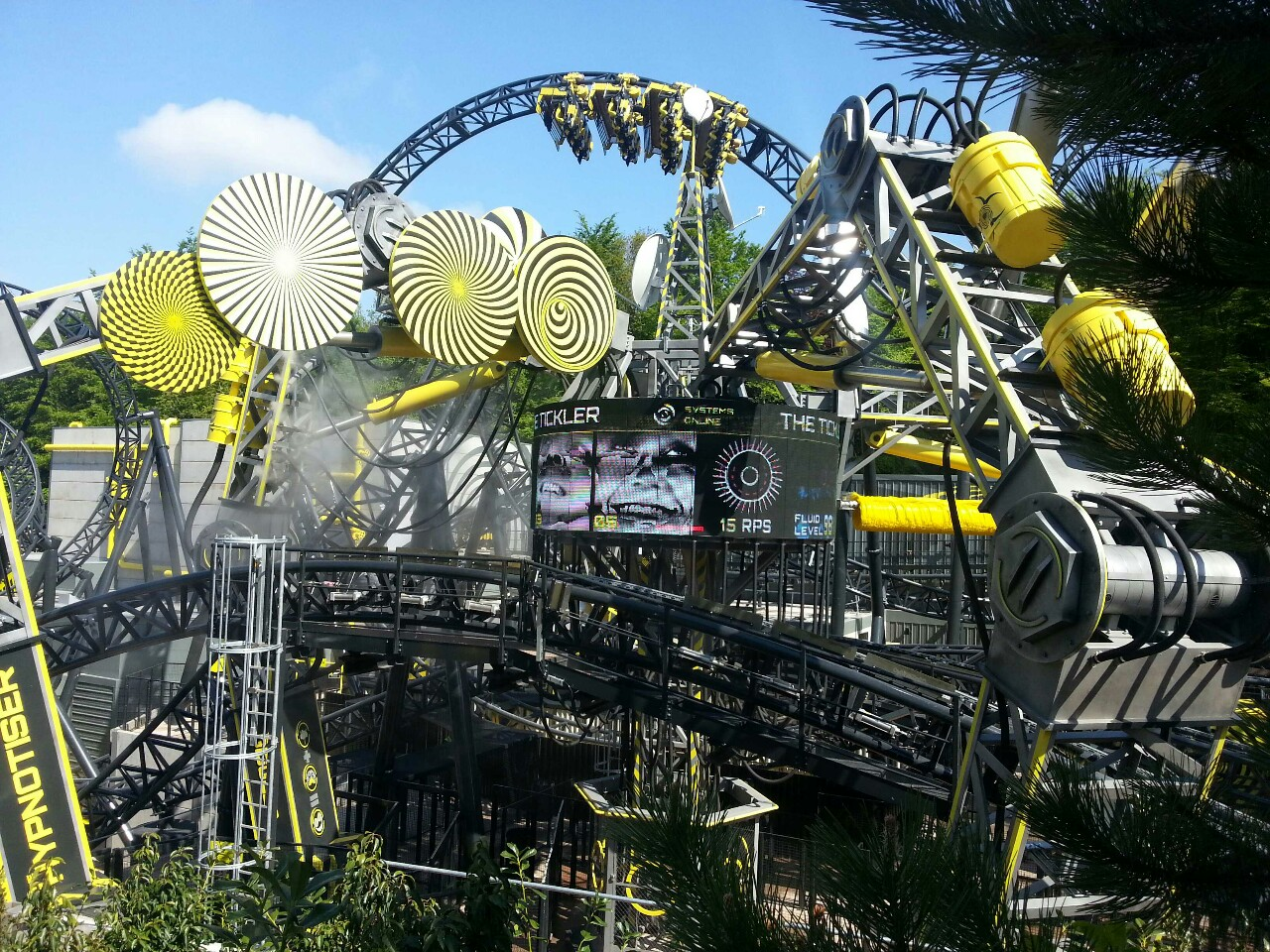
The Smiler (X-Sector)
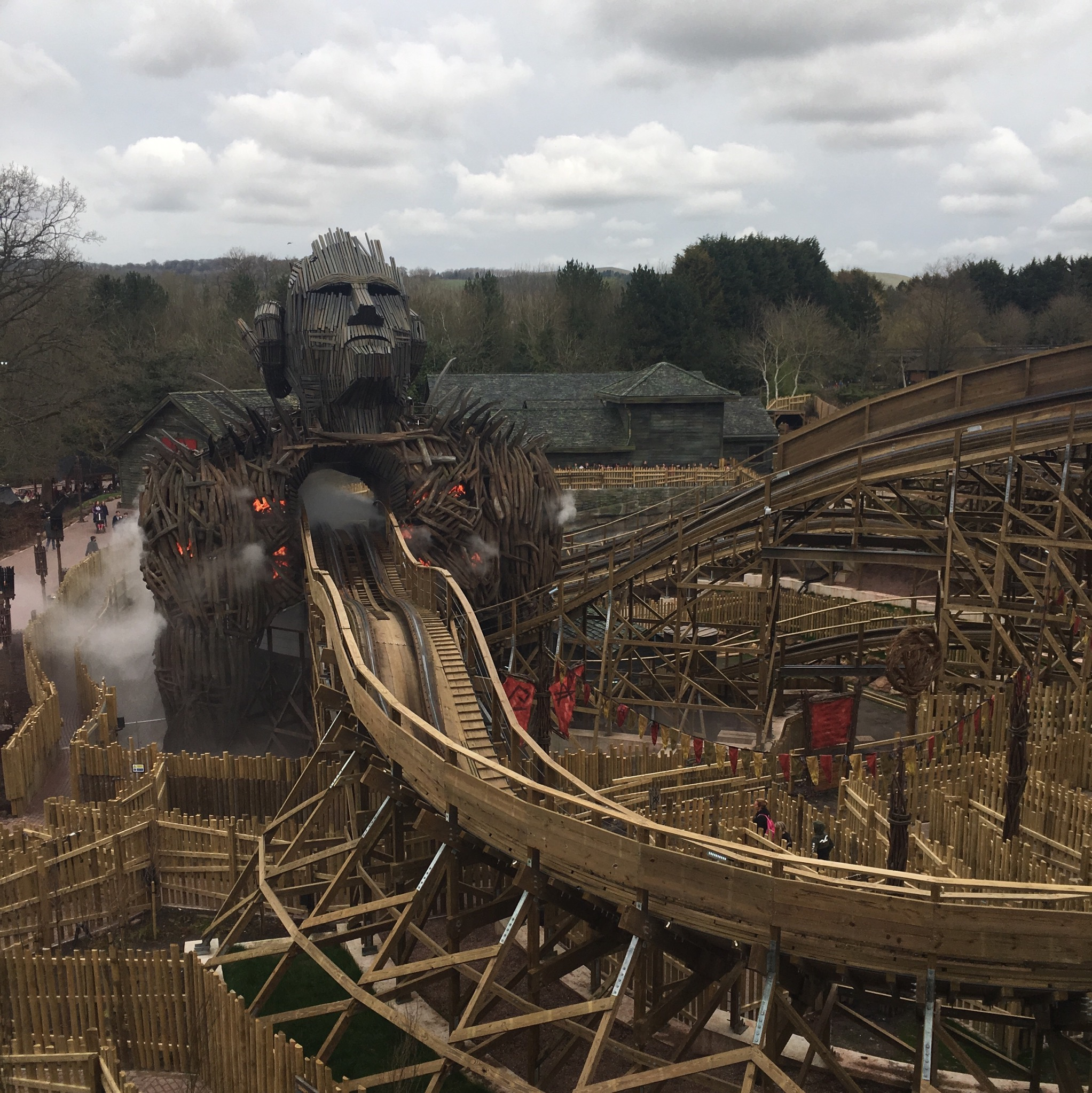
Wicker Man (Mutiny Bay)

### Altre attrazioni
| Nome                           | Modello                 | Casa costruttrice                 | Anno                                                | Area                                          |
| ------------------------------ | ----------------------- | --------------------------------- | --------------------------------------------------- | --------------------------------------------- |
| The Gardens                    | Giardino all'inglese    | Famiglia Talbot                   | 1860                                                | The Gardens                                   |
| Congo River Rapids             | Rapid river             | Intamin                           | 1986                                                | Katanga Canyon                                |
| Skyride                        | Funivia                 | Poma                              | 1987                                                | Towers Street / Forbidden Valley / The Towers |
| Hex - The Legend of the Towers | Madhouse                | Vekoma                            | 2000                                                | The Towers                                    |
| Haunted Hollow                 | Walkthrough             | -                                 | 2007                                                | Gloomy Wood                                   |
| Battle Galleons                | Splash battle           | Mack Rides                        | 2008                                                | Mutiny Bay                                    |
| Nemesis Sub Terra              | Drop tower / dark ride  | ABC Rides                         | 2012                                                | Forbidden Valley                              |
| Alton Towers Dungeon           | Walkthrough / Boat ride | Mack Rides (sistema di trasporto) | 2019                                                | The Towers                                    |
| Gangsta Granny: The Ride       | Dark ride               | Garmendale Engineering            | 2021                                                | The World of David Walliams                   |
| The Curse at Alton Manor       | Dark ride               | Mack Rides                        | 1992 (The Haunted House) 2003 (Duel) 2023 (attuale) | Gloomy Wood                                   |

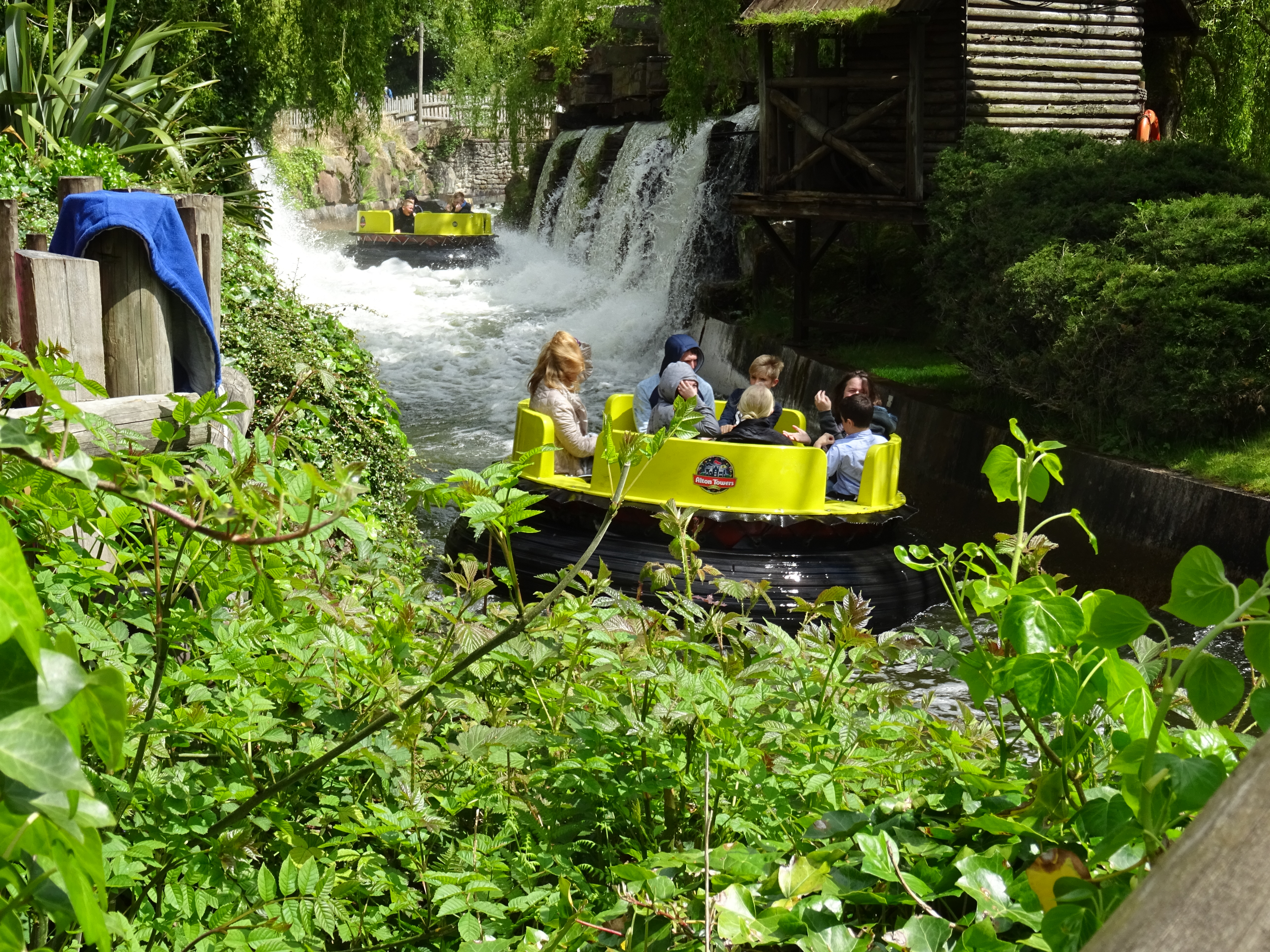
Congo River Rapids (Katanga Canyon)
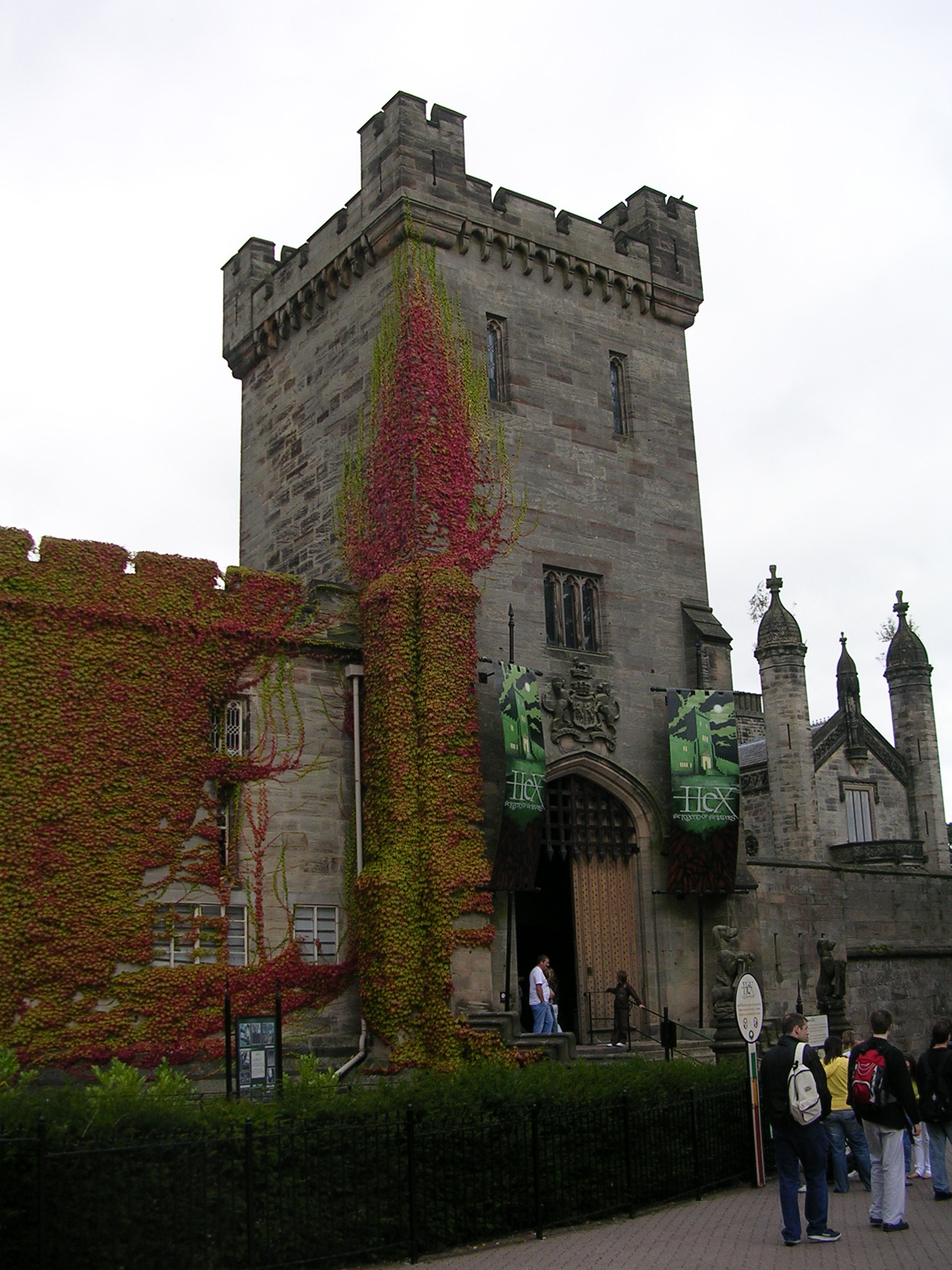
Hex (The Towers)
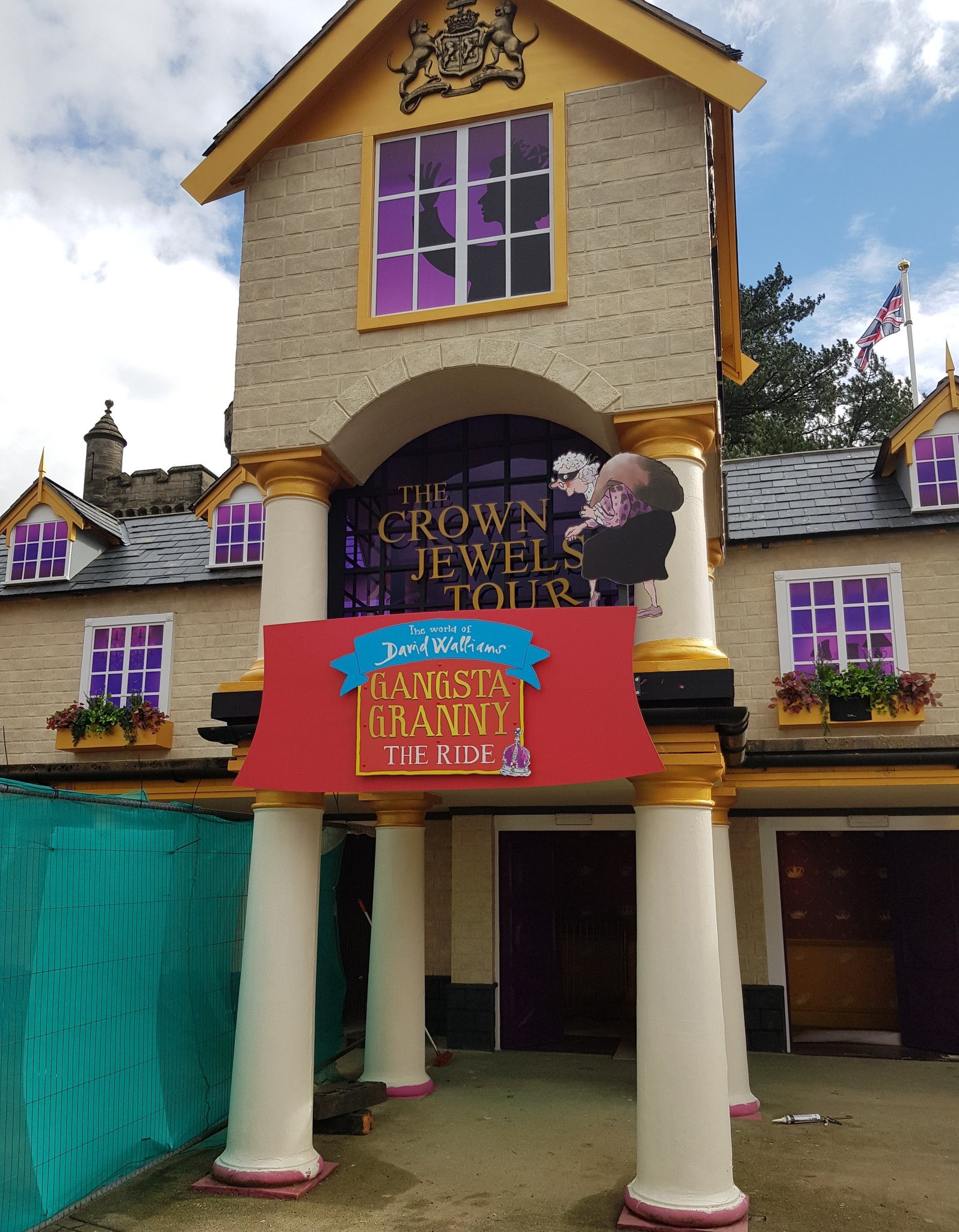
Gangsta Granny (The World of David Walliams)
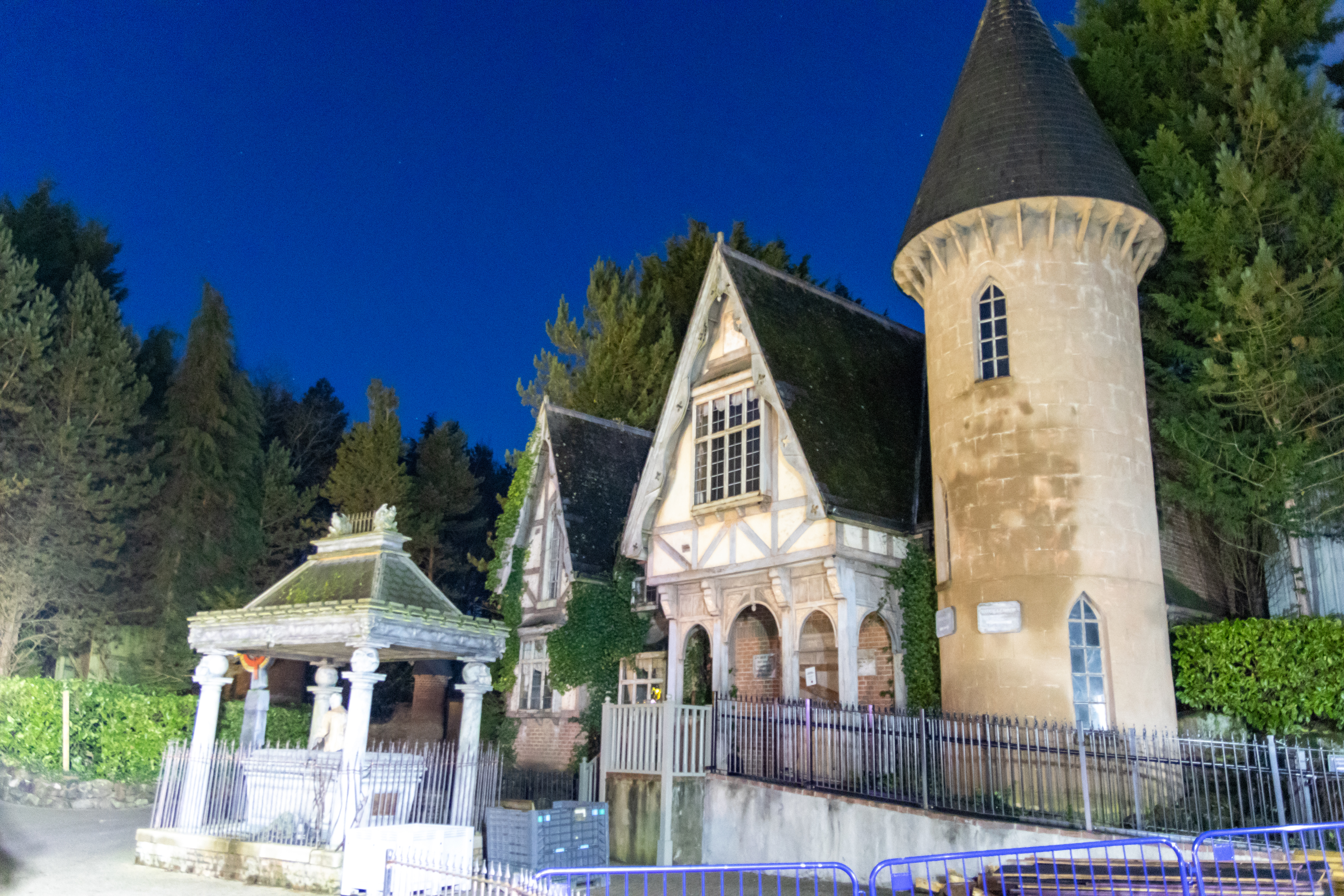
The Curse at Alton Manor (Gloomy Wood)

### Flat rides e attrazioni per bambini
| Nome                                  | Modello                     | Casa costruttrice      | Anno | Area                        |
| ------------------------------------- | --------------------------- | ---------------------- | ---- | --------------------------- |
| The Blade                             | Pirate ship                 | Huss                   | 1980 | Forbidden Valley            |
| Marauder's Mayhem                     | Tazze rotanti               | Mack Rides             | 1987 | Mutiny Bay                  |
| The Royal Carousel                    | Giostra cavalli             | Bertazzon              | 1991 | The World of David Walliams |
| Bugbie Go Round                       | Carosello                   |                        | 1995 | CBeebies Land               |
| Go Set Go Treetop Adventure           | Monorotaia                  | Premier Rides          | 1996 | CBeebies Land               |
| Raj's Bouncy Bottom Burp              | Torre di caduta per bambini | S&S                    | 1999 | The World of David Walliams |
| Justin's House: Pie-O-Matic Factory   | Area giochi                 | -                      | 2003 | CBeebies Land               |
| Cuckoo Cars Driving School            | Scuola guida                | SB International       | 2006 | The Towers                  |
| Heave Ho!                             | Rockin' Tug                 | Zamperla               | 2008 | Mutiny Bay                  |
| Sharkbait Reef by Sea Life            | Acquario                    | -                      | 2009 | Mutiny Bay                  |
| Big Fun Show Time                     | Teatro                      | -                      | 2014 | CBeebies Land               |
| In the Night Garden Magical Boat Ride | Boat ride                   | Mack Rides             | 2014 | CBeebies Land               |
| Postman Pat's Parcel Post             | Convoy                      | Metallbau Emmeln       | 2014 | CBeebies Land               |
| Something Special: Sensory Garden     | Walkthrough                 | -                      | 2014 | CBeebies Land               |
| Go Jetters Vroomster Zoom Ride        | Aeroplani                   | Garmendale Engineering | 2017 | CBeebies Land               |
| The Furchester Hotel Live             | Spettacolo                  | -                      | 2017 | CBeebies Land               |
| Peter Rabbit Hippity Hop              | Torre di caduta per bambini | S&S                    | 2019 | CBeebies Land               |
| Funk'n'Fly                            | Super Trooper               | PWS Rides              | 2021 | Forbidden Valley            |
| Flavio's Fabulous Fandango            | Twist                       | PWS Rides              | 2021 | The World of David Walliams |
| Andy's Adventure Dinosaur Dig         | Spettacolo                  | -                      | 2022 | CBeebies Land               |
| Hey Duggee's Big Adventure Badge      | Area giochi                 | -                      | 2022 | CBeebies Land               |
| JoJo & Gran Gran At Home              | Walkthrough                 | -                      | 2022 | CBeebies Land               |
| Spinjam                               | Extreme                     | Tivoli                 | 2022 | X-Sector                    |
| Twistatron                            | Trabant                     | Raecher Hiscoe         | 2022 | X-Sector                    |

## Alberghi del parco
- Alton Towers Hotel (1996, ****)
- Splash Landings Hotel (2003, ****)
- Enchanted Village (2015)
- CBeebies Land Hotel (2017)
- Stargazing Pods (2019)

## Incidenti
Il 2 giugno 2015, due treni dell'attrazione The Smiler si sono scontrati infortunando 16 persone, 4 delle quali (i passeggeri della prima fila) in modo grave. A causa dei danni dovuti allo scontro due ragazze fra i 17 ed i 20 anni hanno subito l'amputazione di una gamba, una dopo poche ore dal ricovero e l'altra ad un mese di distanza in seguito a complicazioni nonostante 7 interventi chirurgici.